# Jules Marchal
Jules Marchal (Hoepertingen, 5 september 1924 - aldaar, 21 juni 2003) was achtereenvolgens koloniaal ambtenaar, diplomaat en historicus.

## Loopbaan
Marchal behaalde een doctoraat in de letteren en wijsbegeerte aan de Katholieke Universiteit Leuven. In de periode 1948-1960 was hij koloniaal ambtenaar in Belgisch Congo, onder meer districtscommissaris te Lisala. In die hoedanigheid heeft hij nog persoonlijk lijfstraffen toegediend met de chicotte. Na de onafhankelijkheid bleef hij in het land als technisch raadgever van Congo-Zaïre (1960-1967). Nadien was hij Belgisch ambassadeur in diverse Afrikaanse landen (Ghana, Liberia en Sierra Leone). In 1989 ging hij met pensioen.
Midden jaren 70 las Marchal voor het eerst dat men in de Angelsaksische wereld aannam dat onder Leopold II de helft van de inheemse bevolking was omgekomen, bij benadering tien miljoen mensen. Hij ging archiefonderzoek doen om dit te ontkrachten, maar hij botste integendeel op waarheden over het schrikbewind die hem voorheen onbekend waren. Naar het einde van zijn carrière begon hij een constante stroom vuistdikke studies te publiceren over dit onderwerp.
Aanvankelijk schreef hij in het Nederlands onder het pseudoniem A. M. Delathuy, naar zijn overgrootmoeder. Het hield stand tot voorbij zijn pensioen en liet hem toe om ongestoord te werken. Als ambtenaar op Buitenlandse Zaken had hij uitstekende toegang tot de koloniale archieven (hoewel ook hij pas na jarenlang aandringen toegang kreeg tot de documentatie van de Commissie-Janssens). Zijn boeken vonden slechts weerklank in beperkte kring, en naar het einde van zijn leven ging hij in het Frans publiceren onder eigen naam. Van het vierdelige werk dat hij had gepland over dwangarbeid in de periode 1910-1945, kon hij het laatste deel over de oorlogsinspanning echter niet meer afwerken. Jules Marchal overleed in 2003.

## Waardering
Volgens de Amerikaan Adam Hochschild bood het werk van Marchal "veruit het beste academische overzicht, encyclopedisch in reikwijdte". Zijn succesvolle De geest van koning Leopold II en de plundering van de Congo was er in grote mate op gebaseerd. Andere historici erkennen de rijke documentatie van Marchal, maar stellen dat hij de koloniale geschiedenis reduceerde tot "een allegorie van gruwel en geweld, met de kolonisatoren als beulen en de Kongolezen als weerloze slachtoffers."
Marchal van zijn kant vond het werk van de Belgische geschiedkundigen over de koloniale periode gezagsgetrouw en braaf. Netelige kwesties gingen ze uit de weg, zodat het veld braak lag voor een niet-academicus als hijzelf: "Alles wat ik schrijf is nieuw. Mijn boeken zijn gebaseerd op archieven die nooit door iemand zijn geconsulteerd, die nooit gebruikt zijn door andere historici." Dit was volgens Marchal de reden waarom Jan Vansina, benaderd door Hochschild met de vraag tot wie hij zich best kon richten, hem niet verwees naar klassieke autoriteiten als Jean Stengers of Jean-Luc Vellut, maar naar de buitenstaander uit Limburg. Vellut noemde het werk van Marchal dan weer "Grueulgeschichte [sic] in volle glorie" en stelde dat de onvermoeibare auteur ervan misdaad na misdaad opsomde maar nooit tot een verklaring kwam.

## Werk
- (nl)  E. D. Morel tegen Leopold II en de Kongostaat, 1985
  - (fr)  E.D. Morel contre Léopold II: l'histoire du Congo, 1900-1910, 2 delen, 1996
- (nl)  Jezuïeten in Kongo met zwaard en kruis, 1986
- (nl)  De Kongostaat van Leopold II: het verloren paradijs, 1876-1900, 1988
  - (fr)  L'Etat libre du Congo: paradis perdu: l'histoire du Congo 1876-1900, 2 delen, 1996
- (nl)  De Geheime documentatie van de Onderzoekscommissie in de Kongostaat, 1988
- (nl)  Missie en staat in Oud-Kongo, 1880-1914. Witte paters, scheutisten en jezuïeten, 1992
- (nl)  Missie en Staat in Oud-Kongo, 1880-1914. Redemptoristen, trappisten, priesters van het H. Hart, paters van Mill Hill, 1994
- (fr)  Travail forcé pour le cuivre et pour l'or. L’Histoire du Congo 1910-1945, Tome 1, 1999
  - (en)  Forced labor in the gold and copper mines: A History of Congo under Belgian rule, 1910-1945, Popenguine, Senegal: Per Ankh, 2003
- (fr)  Travail forcé pour le rail. L'histoire du Congo 1910-1945, Tome 2
- (fr)  Travail forcé pour l'huile de palme de Lord Leverhulme. L’Histoire du Congo 1910-1945, Tome 3, 2002
  - (en)  Lord Leverhulme's Ghosts: Colonial Exploitation in the Congo, London, Verso, 2008